# Начало (фильм, 2020)
«Нача́ло» (англ. Beginning) — полнометражный фильм франко-грузинского производства 2020 года режиссёра Деи Кулумбегашвили.
Демонстрировался на Международном кинофестивале в Сан-Себастьяне 2020 года, где получил главный и три второстепенных приза. Фильм также вошёл в официальный отбор Каннского фестиваля 2020, позже отменённого из-за пандемии COVID-19.
Мировая премьера фильма состоялась 29 января 2021 года.

## Сюжет
Главной героиней фильма является Яна — в прошлом актриса, а теперь школьный учитель и домохозяйка, мать сына Гиорги и жена Давида — лидера общины свидетелей Иеговы в небольшом провинциальном городке. Их община подвергается нападению экстремистской группировки: группу свидетелей запирают в молельном доме и забрасывают коктейлями Молотова. Покушение обходится без жертв, однако расследование не даёт надежд на восстановление справедливости, полиция советует забрать заявление.
В это же время Яна ищет выход из своего внутреннего кризиса. Изначально она убеждена, что её призвание — материнство и поддержании домашнего очага, но пока её муж занимается расследованием покушения, она предоставлена самой себе. Постепенно появляется Алекс, смутивший покой Яны и заставивший думать о том, действительно ли она по своей воле выбрала жизнь, которой живёт сейчас.

## В ролях
- Яна — Иамзе Сухиташвили[3]
- Давид — Рати Онели[3]
- Алекс — Каха Кинцурашвили[3]
- Саба Гогичаишвили
- Сергей Полунин[4]

## Награды и номинации
На 68-м Международном кинофестивале в Сан-Себастьяне (Испания), прошедшем с 18 по 26 сентября 2020 года, фильм получил следующие награды:
- «Золотая раковина» — главный приз фестиваля (за лучший фильм).
- «Серебряная раковина» за лучшую режиссуру (Деа Кулумбегашвили).
- «Серебряная раковина» за лучшую женскую роль (Иамзе Сухиташвили).
- Приз жюри за лучший сценарий.

В сентябре 2020 года фильм был удостоен премии Международной ассоциации кинокритиков (FIPRESCI) в Торонто.
3 февраля 2021 года фильм получил главный приз Международного кинофестиваля в Триесте (TSFF).
В октябре 2021 года картина победила на российском кинофестивале «Золотая арка» и была удостоена международной кинематографической премии «Восток-Запад. Золотая арка» в номинации «лучший дебют» по итогам 2020 и 2021 годов. Церемония вручения прошла в Москве в кинотеатре «Художественный».
В 2021 году Грузия предоставила фильм на соискание премии Оскар в номинации «Международный полнометражный фильм».

## Отзывы и критика
Кинокритик Антон Долин дал фильму высокую оценку как «по любым меркам экстраординарному», назвав его «тяжелым, глубоким и великолепным». С другой стороны критик отмечает, что фильм не похож на типичное грузинское кино, каким его привыкли видеть зрители — с юмором, кавказским гедонизмом и смакованием человеческих слабостей. Хотя фильм начинается со столкновения двух религиозных общин, он раскрывает жизнь и внутренний мир женщины, что, по мнению Долина, стало возможным потому, что режиссёром фильма также является женщина. Позже Долин отнёс «Начало» к списку ТОП-10 фильмов 2020 года.